# CapitaLand
CapitaLand est une entreprise immobilière singapourienne.

## Histoire
En juillet 2000,  DBS Land et Pidemco Land annoncent la fusion de leur activité, sous le nom de CapitaLand.
En janvier 2019, CapitaLand annonce l'acquisition pour 4,4 milliards de dollars d'Ascendas-Singbridge, filiale de Temasek spécialisée dans l'immobilier industriel et logistique. La participation de Temasek dans CapitaLand passe après cette opération à 40,8 %.
En mars 2021, CapitaLand annonce la scission de ses activités entre d'un côté une activité de gestion immobilière nommée CapitaLand Investment Management et de l'autre côté une activité de promoteur immobilier qui sera intégré dans CLA Real Estate Holdings, une filiale de Temasek. CapitaLand Investment Management sera détenue à 51 % par CLA Real Estate Holdings